# М'ясисті нарости птахів

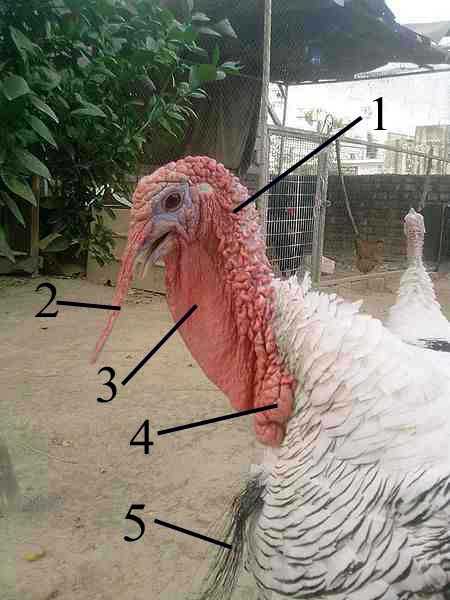
Будова голови свійського індика: 1. Бородавчасті нарости, 2. «Хоботок», 3. «Борідка», 4. Бічний наріст, 5. Пучок пір'я

М'ясисті нарости розташовані на голові, шиї, горлі, щоках і навколо очей деяких птахів. Вирости на шиї індика також у просторіччі називають «коралями» — за їх характерний колір.
Зазвичай вони являють собою ділянки голої шкіри, але іноді мають слабко виражений пір'яний покрив. «Хоботок» індика містить печеристі тіла, тому може набухати від припливу крові. М'ясисті нарости птахів можуть бути вторинними статевими ознаками, у самців і самиць вони розрізнюються за кольором і розміром, розвиваючись з настанням статевої зрілості.

## Розташування
- Гребінь — наріст, розташований нагорі голови. Трапляється у курей.
- «Борідка» — наріст під дзьобом
- «Серги»[2] або «сережки» — нарости по боках голови біля основи дзьоба. Дві довгих «серги» у півнів утворюють «борідку»
- «Хоботок» або «кишка»[3][4] — довгий відросток на лобі вздовж дзьоба індика

## Опис

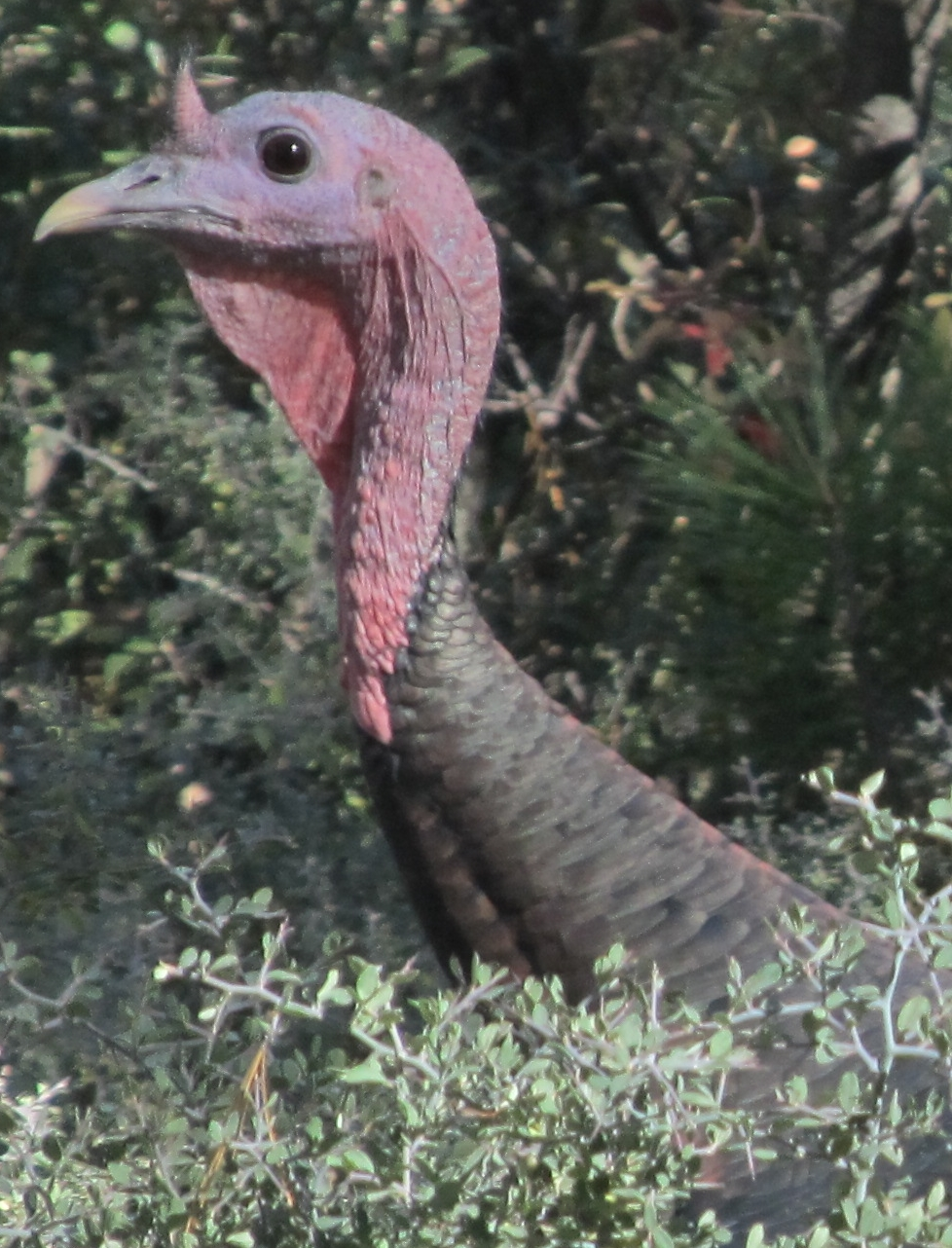
Дикий індик

В індичок нарости мають вигляд ґулястих м'ясистих ділянок шкіри, розташованих на голові, шиї і горлі, а також шкірного утворення внизу горла. З лоба вздовж верхньої частини дзьоба звішується «хоботок» з еректильної тканини. В індичок нарости мають обидві статі, але сильніше вони виражені в самців. Зазвичай вони бліді, але в стані збудження шийні нарости, «борідка» і «хоботок» наповняються кров'ю, стаючи яскраво-червоними або синіми і збільшуючись у розмірах.
У мускусних качок нарости розташовані у передній частині голови у вигляді «маски», особливо вони виражені у дорослих качурів.

## Функція
М'ясисті нарости самців також є прикрасою, призначеною для приваблення самиць
. Великі розміри наростів або їх яскравий колір свідчать про високий рівень тестостерону, фізичний розвиток і вищу якість генів. Також висунута гіпотеза, що розмір цих органів пов'язані з генами, що відповідають за високу опірність хворобам. Очевидно, що у тропічних видів непокриті пір'ям нарости грають роль і в терморегуляції.

## Птахи з наростами
- Ряд Казуароподібні
- Родина Фазанові (кури, фазани, індики)
- Родина Катартові (кондор)
- Родина Соколові
- Родина Яструбові
- Родина Лелекові
- Родина Ібісові
- Родина Сивкові (чайка)
- Родина Зозулеві (зозуля)
- Родина Качкові (качки, гуси)
- Родина Туракові
- Родина Какаду
- Родина Папугові
- Родина Птахи-миші
- Родина Гуї
- Родина Личинкоїдові
- Родина Медолюбові
- Родина Східні лисі сороки
- Родина Platysteiridae
- Родина Тиранові

## Галерея
|                               |
| Півень з гребенем і «сергами» |

|                                                                  |
| Гірська каракара, подібно багатьом соколам, має м'ясисті нарости |

|                                             |
| Сідлоспинна гуя має «серги» по боках дзьоба |

|                                                                          |
| Королівський гриф має різнокольорові ділянки голої шкіри на голові і шиї |

|                                                             |
| Казуар має на шиї червоні та блакитні клаптеподібні нарости |

|                                   |
| Мускусна качка у «масці» наростів |